# Allophylus jejunus
Allophylus jejunus är en kinesträdsväxtart som beskrevs av Standley och Cyrus Longworth Lundell. Allophylus jejunus ingår i släktet Allophylus och familjen kinesträdsväxter. Inga underarter finns listade i Catalogue of Life.